# Gustav Hedberg
Gustav Tage Valentin Hedberg, född 29 maj 1909 i Mjölby, död 29 november 1985 i Engelbrekts församling, Stockholm, var en svensk läkare.

## Biografi
Hedberg, som var son till fastighetsägare Gustav-Adolf Hedberg och Signe Karlström, blev efter studentexamen i Norrköping 1928 medicine kandidat 1930 och medicine licentiat i Stockholm 1936, medicine doktor i Lund 1948 på avhandlingen La cystite du trigone chez la femme samt docent i obstetrik och gynekologi vid Karolinska institutet 1955. 
Hedberg innehade olika läkarförordnanden 1937–1950, var biträdande läkare vid kvinnokliniken på Sabbatsbergs sjukhus 1950–1955, överläkare vid obstetrisk-gynekologiska avdelningen på Skellefteå lasarett 1955 och var överläkare på Västerviks lasarett från 1956. Han författade skrifter i obstetrik och gynekologi samt ett flertal resehandböcker.